# Talavera minuta
Talavera minuta là một loài nhện trong họ Salticidae.
Loài này thuộc chi Talavera. Talavera minuta được Richard C. Banks miêu tả năm 1895.